# ジョン・ネグロポンテ
ジョン・ディミトリ・ネグロポンテ（英語: John Dimitri Negroponte, 1939年7月21日 - ）は、アメリカ合衆国の政治家、外交官。初代アメリカ合衆国国家情報長官、第15代アメリカ合衆国国務副長官。

## パーソナル
ロンドン生まれ。両親はギリシア系で、父親は海運会社を経営していた。ニコラス・ネグロポンテは弟にあたる。
ニューヨークなどで育ち、1960年、イェール大学人文学部卒業後、ハーバード・ロー・スクールで学ぶ。大学の同期生には、後のCIA長官となるポーター・J・ゴスがいる。
フランス語、ギリシャ語、スペイン語、ベトナム語を解す。

## 外交官として
国務省に入省後、在外ではサイゴン、エクアドル、ギリシャに在勤。サイゴン時代にヘンリー・キッシンジャーから注目され、ニクソン政権では国家安全保障会議のスタッフを務めた。ロナルド・レーガン政権下では、ホンジュラスの大使（1981年 - 1985年）に任命された。
当時のホンジュラスは、中央アメリカにおける親社会主義政権や、反政府ゲリラ組織との闘いの砦であった。彼はニカラグア内戦を戦う反政府傭兵組織のコントラや、エルサルバドル政府軍、グアテマラ政府軍に対する合衆国からの武器や資金提供に関与したが、政府軍や死の部隊による組織的犯罪的行為には目を閉ざした。
ホンジュラスからの帰国後、ネグロポンテは海洋・国際環境および科学問題担当次官補（1985年 - 1987年）、国家安全保障問題担当大統領副補佐官（1987年 - 1989年）を歴任し、メキシコ（1989年 - 1993年）およびフィリピン大使（1993年 - 1996年）に任命された。
その後、1997年から2001年の間ニューヨークのMcGraw-Hill社の副社長を勤めた。
コリン・パウエルのおかげで政界に復帰し、2001年9月18日、国連大使に任命された。ここで彼には、アフガニスタンおよびイラクに対する戦争の必要性を国連加盟国に納得させるという課題が課せられた。彼はこれを上手くこなし、2004年6月28日にイラク大使に任命された。
トム・キーン元ニュージャージー州知事が委員長を務めた9／11委員会が国家情報長官職を新設するよう勧告すると、ブッシュ大統領はこれに応じて2005年2月17日にネグロポンテを初代国家情報長官に任命した。4月21日に上院は98対2で彼を承認した。2007年1月、中東政策の変化と関連して、国家情報長官を退任し、2006年6月のロバート・ゼーリック退任後空席のままだった国務副長官に就任した。
対外関係会議とアメリカ外交アカデミーの会員である。過去、米仏財団の議長だった。

### 好意的な注釈
- "What NID Needs" (Fred Kaplan for Slate, 2005年2月17日)
- "Smearing Negroponte" (Rich Lowry for the National Review, 2005年2月22日)

### 批判
- "We Must Not Move On" (Paul Laverty for The Guardian, 2005年4月13日)
- "Negroponte's Time in Honduras at Issue" (Michael Dobbs for The Washington Post, 2005年3月21日)
- "John Negroponte: A Tradition of Deceit"[リンク切れ] (May I Speak Freely Media - extensive list of links to critical commentary and news articles, etc., 2005年2月)
- "Bush hands key post to veteran of dirty wars" (Duncan Campbell of The Guardian on Negroponte's past history, 2005年2月18日)
- "From Central America to Iraq" (Noam Chomsky for Khaleej Times, 2004年8月6日)
- "The Negroponte nomination: a warning to the people of Iraq" (Bill Van Auken for the World Socialist Web Site, 2004年4月21日)
- "Our man in Honduras" (Stephen Kinzer for The New York Review of Books, 2001年9月20日)
- 1995 Four-Part Series on Honduras in the 80s (The Baltimore Sun, 1995年6月11日 - 1995年6月18日)
- "A carefully crafted deception" (Ginger Thompson and Gary Cohn for The Baltimore Sun, 1995年6月18日)

| 外交職                                       | 外交職                                                  | 外交職                                                                           |
| -------------------------------------------- | ------------------------------------------------------- | -------------------------------------------------------------------------------- |
| 先代 ジャック・R・ビンズ                     | 在ホンジュラスアメリカ合衆国大使 1981 – 1985            | 次代 ジョン・アーサー・ファーチ                                                  |
| 先代 チャールズ・J・ピリオド・ジュニア       | 在メキシコアメリカ合衆国大使 1989 – 1993                | 次代 ジェームズ・ロバート・ジョーンズ                                            |
| 先代 リチャード・H・ソロモン                 | 在フィリピンアメリカ合衆国大使 1993 – 1996              | 次代 トマス・ハバード                                                            |
| 先代 リチャード・ホルブルック                | アメリカ合衆国国連大使 2001年9月18日 - 2004年6月23日    | 次代 ジョン・ダンフォース                                                        |
| 先代 ポール・ブレマー （連合国暫定当局代表） | 在イラクアメリカ合衆国大使 2004 – 2005                  | 次代 ザルメイ・ハリルザド                                                        |
| 司法職                                       |                                                         |                                                                                  |
| 先代 コリン・パウエル                        | 国家安全保障問題担当大統領副補佐官 1987 - 1989          | 次代 ロバート・ゲーツ                                                            |
| 官職                                         |                                                         |                                                                                  |
| 先代 ポーター・J・ゴス （中央情報長官）      | アメリカ合衆国国家情報長官 2005年4月21日 - 2007年1月5日 | 次代 マイク・マッコーネル                                                        |
| 公職                                         |                                                         |                                                                                  |
| 先代 ロバート・ゼーリック                    | アメリカ合衆国国務副長官 2007年2月13日 - 2009年1月19日  | 次代 ジェイムズ・スタインバーグ （政策担当）次代： ジェイコブ・ルー （管理担当） |